# Адне, Жак
Жак Эдуар Жюль Адне (фр. Jack Édouard Jules Adnet; 20 апреля 1900, Шатийон-Колиньи, департамент Луара — 29 октября 1984, Париж) — французский архитектор, проектировщик интерьера и художник-декоратор стиля ар-деко.

## Биография
Жак Адне посещал муниципальную школу рисунка в Осере и Школу изящных искусств в Париже. Он был хорошо знаком с традиционной мебелью доклассической эпохи и исповедовал идею функциональности мебели в сочетании с геометрической простотой. До двадцати восьми лет работал со своим братом-близнецом Жаном, получившим такое же образование, в студии Галереи Лафайет, где в 1921 году Морис Дюфрен открыл «Мастерскую» (Maîtrise). Эта мастерская следовала примеру других, созданных ранее при крупных парижских торговых домах (Le Bon Marché, Studium Grands Magasins du Louvre).
Он демонстрировал свои работы в керамике на Международной выставке декоративного и промышленного искусства 1925 года в Париже. Одним из первых в стиле ар-деко он стал использовать в интерьерах ценные породы дерева, хромированный металл, кожу, пергамент и дымчатое стекло, которые сочетал с такими же элементами в структуре и декоре мебели.
В 1928 году в возрасте двадцати восьми лет Жак Адне стал директором «Компании французского искусства» (La Compagnie des Arts Français: CAF) вплоть до её закрытия в 1959 году. В его команду декораторов входили Франсуа Журден, Шарлотта Перриан и Жорж Жув.
В 1937 году Жаку Адне (в сотрудничестве с Рене Кулоном) было поручено создать павильон Сен-Гобен на Международной выставке искусств и технологий в современной жизни (Exposition Internationale des Arts et Techniques dans la Vie Moderne) 1937 года в Париже. Этот настоящий стеклянный дворец продемонстрировал публике широкие возможности применения различных строительных материалов, разработанных компанией Сен-Гобен (Saint-Gobain). Жак Адне и Рене Кулон завоевали на выставке пять наград, в том числе главный приз в области архитектуры.
Когда разразилась война, Жак Адне посчитал своим долгом всячески помогать художникам, организуя ежегодные выставки в «Компании французского искусства». После своих модернистских творений 1930-х годов он обратился к традициям и неоклассицизму и стал создавать мебель из ценных пород дерева или лака, в которой важную роль играли изделия из железа и скульптурные детали. С 1947 по 1949 год Жак Адне возглавлял Салон художников-декораторов (Salon des artistes décorateurs). В 1950-е годы он создавал мебель и выполнял многочисленные заказы на оформление жилых и административных интерьеров, в том числе частных апартаментов президента в Елисейском дворце или конференц-зала Штаб-квартиры ЮНЕСКО в Париже.
В 1958 году генерал де Голль, в то время президент республики, присвоил Жаку Адне звание офицера искусств и литературы (Оfficier des Arts et des Lettres). В 1959 году он стал директором Высшей национальной школы декоративного искусства в Париже и оставался в этой должности до 1970 года, когда ушёл в отставку «после того, как достиг своей конечной цели и реформировал школу по университетской модели».
В последние годы он делил своё время между своим загородным домом и квартирой в Париже, недалеко от площади Этюдов, посвятив себя увлечениям: поэзии и садоводству. Жак Адне умер в Париже 29 октября 1984 года, оставив наследие образцов дизайна интерьеров и мебели, «которые и в наше время выглядят современными».
Дочь Жака — пианистка и самодеятельная художница Франсуаза Адне.

Комната VI Штаб-квартиры ЮНЕСКО в Париже. Гобелен «Меридиен». А.-Ж. Адам
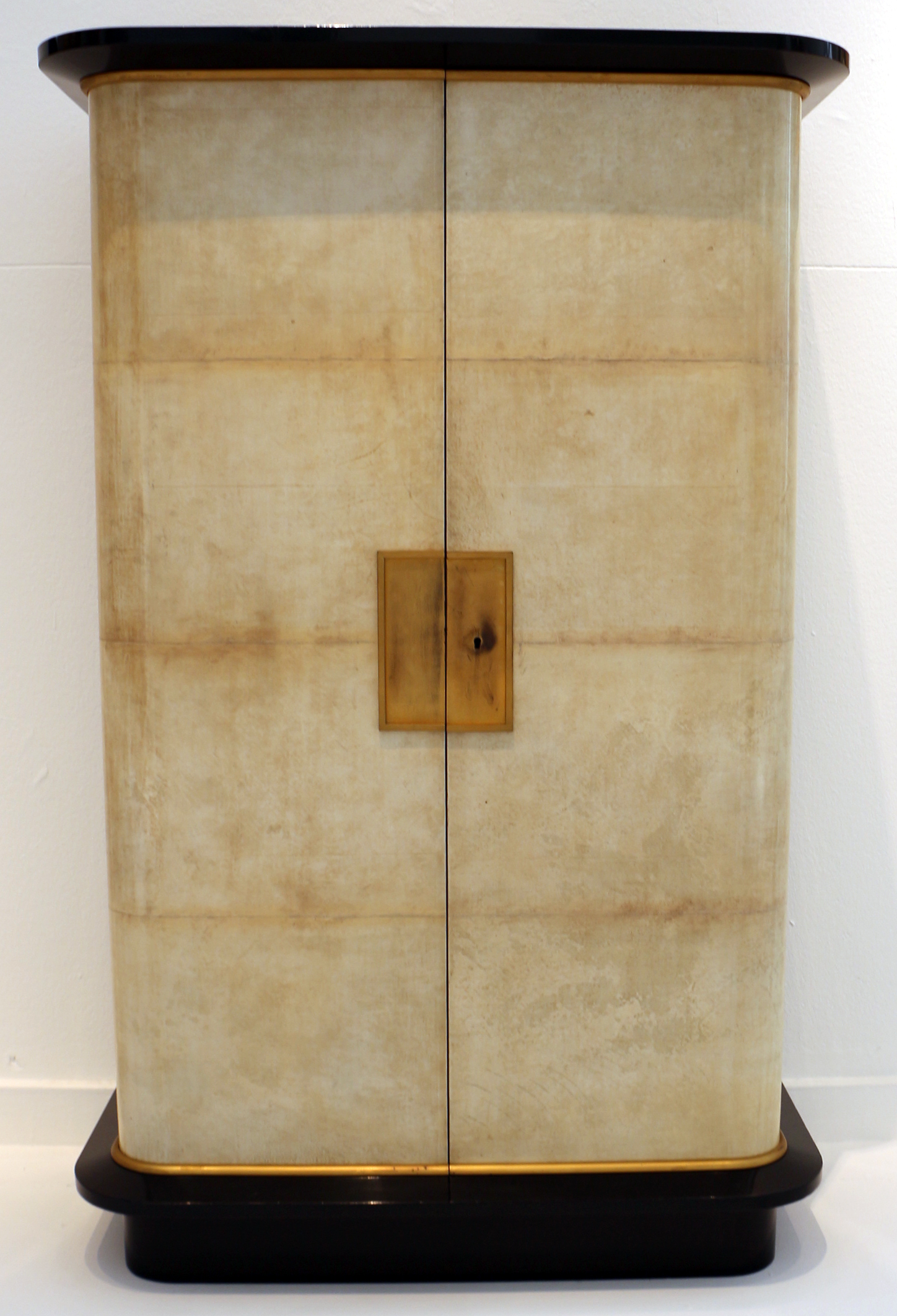
Шкаф-кабинет. 1937. Музей современного искусства, Париж
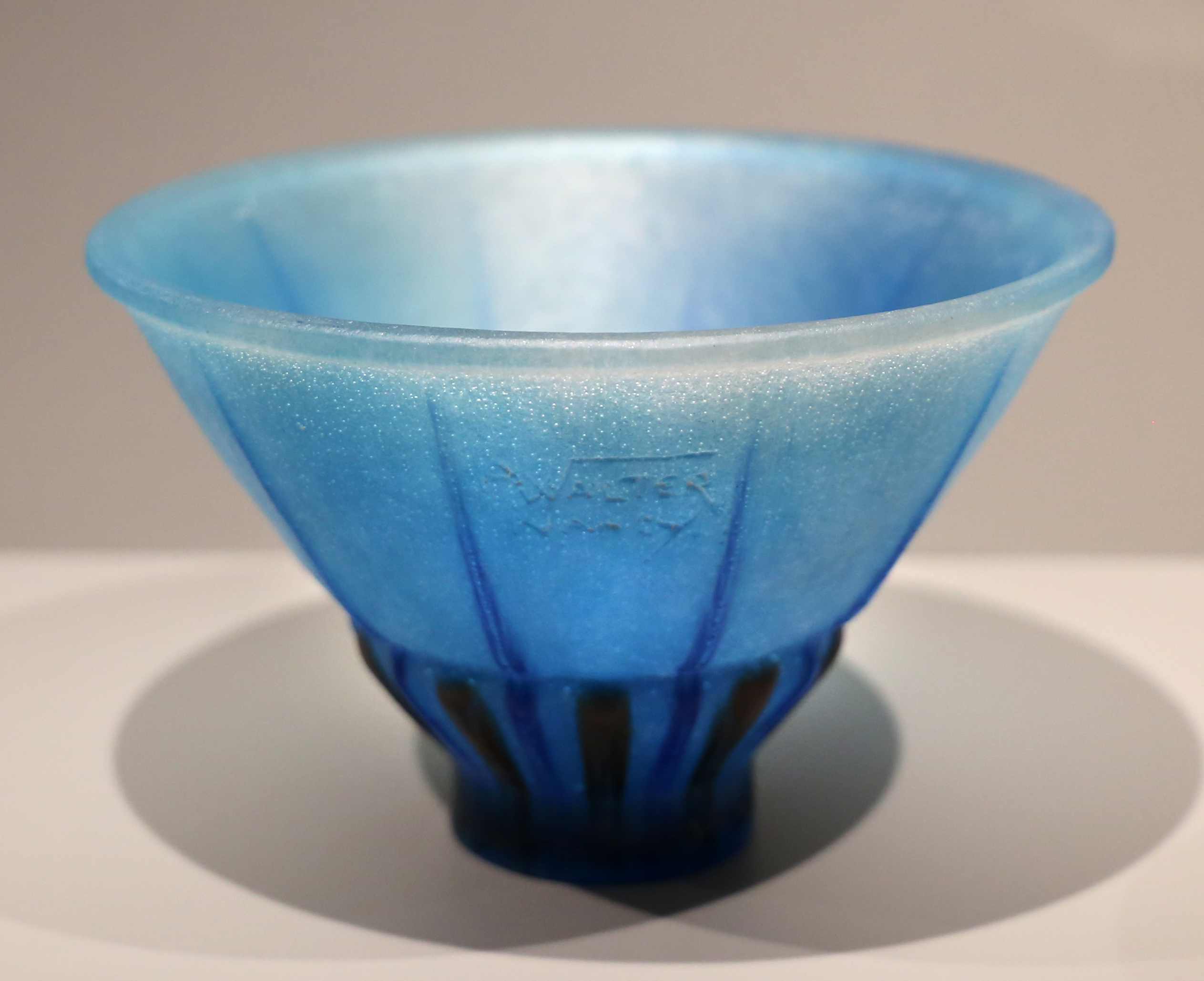
Ваза. Между 1910 и 1925. Стекло. Музей художественных ремёсел, Берлин